# Testimonium flavianum
Le Testimonium flavianum (« Témoignage de Flavius ») est un passage des Antiquités judaïques de l'historiographe juif de la fin du Ier siècle Flavius Josèphe (Ant 18:63–64). Il s'agit du plus ancien texte non chrétien qui mentionne Jésus de Nazareth. 
L'œuvre de Flavius Josèphe date de l'année 93, mais elle n'est conservée que dans des manuscrits médiévaux d'une qualité souvent médiocre. Des citations d'auteurs chrétiens de l'Antiquité tardive sont donc nécessaires à la reconstruction du texte original, ainsi que des traductions anciennes.
Ce passage a fait l'objet de nombreuses études et son authenticité est en débat dans la communauté des exégètes. Des ajouts d'origine chrétienne remontant probablement à l'Antiquité ont en effet altéré certaines sections afin qu'elles s'accordent aux dogmes chrétiens. Il existe un large consensus sur le fait que le texte actuel contient des interpolations (ajouts).

## Les sources
Trois passages des Antiquités judaïques, évoquent des personnages du Nouveau Testament. Le premier est le Testimonium flavianum, le second - dans lequel il n'est nullement question de Jésus - présente « Jean le Baptiste », le troisième mentionne très brièvement « Jacques, frère de Jésus dit le Christ ».
Le Testimonium flavianum se trouve aux paragraphes 63 et 64 du Livre XVIII. Plusieurs manuscrits datant du Moyen Âge en présentent des versions différentes. La plus courante est identique à celle citée par Eusèbe de Césarée (~265-~340) dans deux de ses ouvrages : L’Histoire ecclésiastique et la Démonstration évangélique. Le texte aurait cependant pu être retouché par des copistes chrétiens, notamment pour les passages signalés entre crochets :

« En ce temps-là paraît Jésus, un homme sage, [si toutefois il faut l'appeler un homme, car] ; c'était un faiseur de prodiges, un maître des gens qui recevaient avec joie la vérité. Il entraîna beaucoup de Judéens et aussi beaucoup de Grecs ; [Celui-là était le Christ.] Et quand Pilate, sur la dénonciation des premiers parmi nous le condamna à la croix, ceux qui l'avaient aimé précédemment ne cessèrent pas. [Car il leur apparut le troisième jour, vivant à nouveau ; les prophètes divins avaient dit ces choses et dix mille autres merveilles à son sujet.] Jusqu'à maintenant encore, le groupe des chrétiens [ainsi nommé après lui] n'a pas disparu,. »

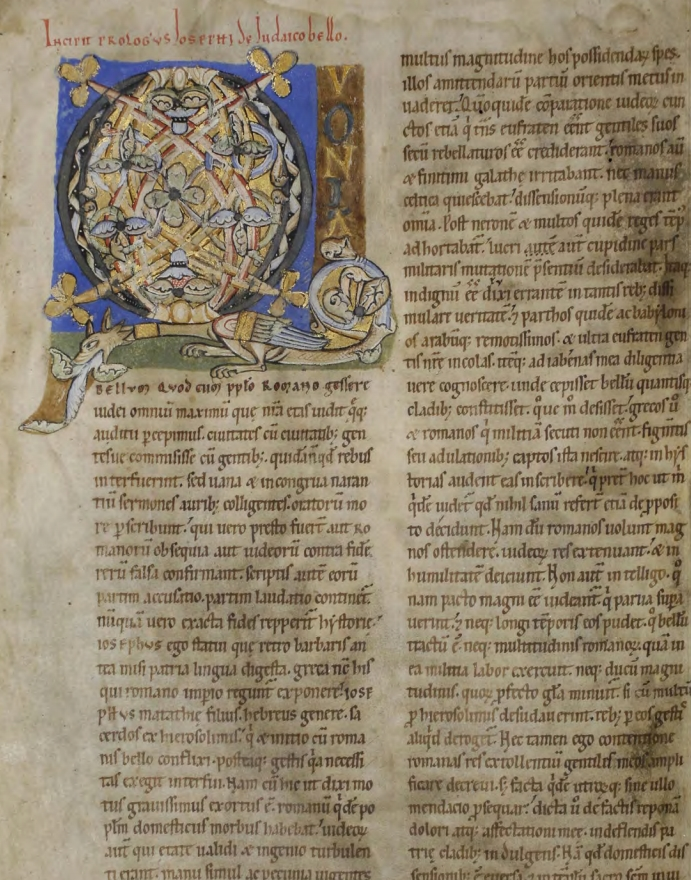
Une page des Antiquités judaïques, manuscrit (v. 1200).

Il existe de multiples autres versions avec des variations assez importantes, dans des textes de Flavius Josèphe en différentes langues, mais aussi en grec et en latin. Une version en slavon se trouve même dans la Guerre des Juifs, (au lieu des Antiquités judaïques), une autre œuvre de Flavius Josèphe.
L’Histoire chrétienne universelle en langue arabe d'Agapios de Menbidj, évêque melchite de Hiérapolis au Xe siècle, semble faire référence à une version peut-être elle-même en arabe qui correspond à peu près exactement au texte expurgé des possibles interpolations :

« Josèphe l’Hébreu parla aussi de cela dans ses livres sur les guerres des Juifs : À cette époque-là, il y eut un homme sage nommé Jésus dont la conduite était bonne ; ses vertus furent reconnues. Et beaucoup de Juifs et des autres nations se firent ses disciples. Et Pilate le condamna à être crucifié et à mourir. Mais ceux qui s'étaient faits ses disciples prêchèrent sa doctrine. Ils racontèrent qu'il leur apparut trois jours après sa crucifixion et qu'il était vivant. Il était considéré (par eux) comme le messie au sujet duquel les prophètes avaient dit des merveilles. »

Si l'on en croit les témoignages d'Origène (IIIe siècle), de Théodoret de Cyr (Ve siècle), de Photios (IXe siècle) et même de Jacques de Voragine (XIIIe siècle), qui semblent disposer de versions qui ne comportent pas cette section, il y aurait eu, en revanche, plusieurs autres passages parlant des personnages fondateurs du mouvement chrétien dans les livres de Flavius Josèphe. Toutefois, ces passages ne se trouvent pas dans les livres de Josèphe tels que nous les connaissons aujourd'hui.

## Débat sur l'authenticité
La question de l'authenticité du Testimonium flavianum se pose depuis le XVe siècle avec Lorenzo Valla puis au XVIe siècle avec la prise de position de Lucas Osiander (1534-1604).

### Les commentaires anciens

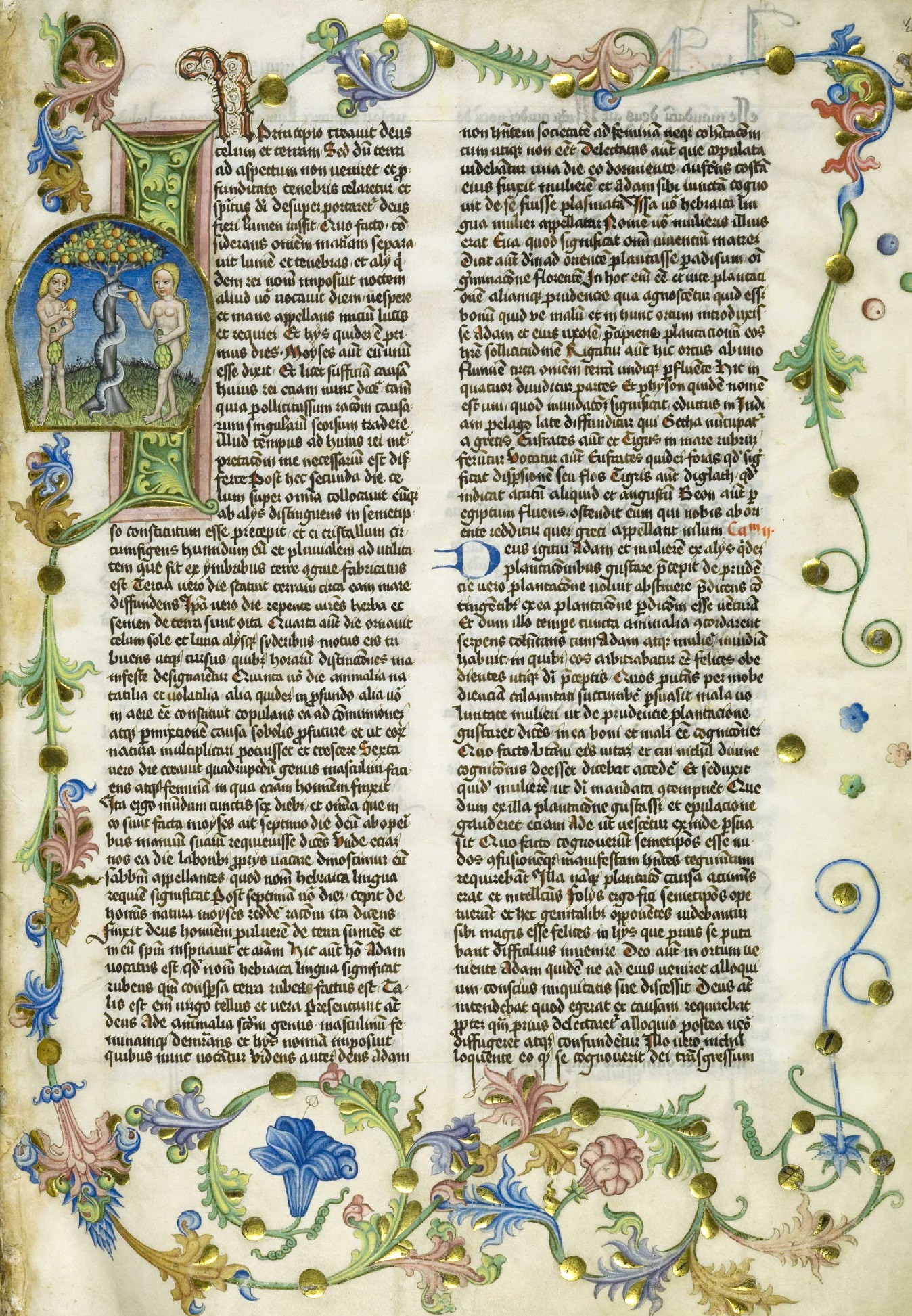
Une page des Antiquités judaïques, manuscrit de 1466.

#### Origène
Au IIIe siècle, Origène, commentant le XVIIIe livre des Antiquités judaïques dans son Contre Celse, regrette que Josèphe « ne reconnaisse pas Jésus pour le Christ », et dit quelque chose d'étonnant : d'après lui, Flavius Josèphe attribuait la ruine du Temple « à la vengeance que Dieu voulut faire de la mort qu'ils avaient fait souffrir à Jacques le Juste (frère de Jésus) ». Un passage qui a totalement disparu des versions que nous connaissons aujourd'hui, mais qu'encore au XIIIe siècle Jacques de Voragine, dans son livre La Légende dorée, cite en l'attribuant à Flavius Josèphe.

#### Les autres écrivains chrétiens jusqu'auIVesiècle
Eusèbe de Césarée, au IVe siècle, est le premier à citer le Testimonium flavianum dans sa version classique, mais il a été maintes fois jugé improbable qu'il ait été rédigé par Flavius Josèphe car, avant lui, aucun autre auteur ne le cite ni le mentionne.
Jacques Giri indique : « Certains ajoutent que [ce passage] n'est jamais cité par les pères de l'Église du IIe siècle et IIIe siècle qui ont lu Josèphe. Et en même temps après le IVe siècle, certains écrivains chrétiens qui ont lu Josèphe, comme Photios par exemple, n'en parlent pas, comme si l'exemplaire des Antiquités judaïques qu'ils ont eu entre les mains ne contenait pas ce passage. »

#### La bibliothèque de Photios
Au IXe siècle, Photios, patriarche de Constantinople, rédige des notes de lecture sur un grand nombre de livres. La bibliothèque de Constantinople est alors l'une des meilleures bibliothèques, réputée pour la qualité de ses manuscrits, et Photios est l'un des plus grands érudits de son temps. Il écrit notamment des notes sur trois livres de Flavius Josèphe : Guerre des Juifs, Antiquités judaïques, et un autre livre qu'il appelle Antiquités des Juifs. Or plusieurs spécialistes soulignent le fait que Photios ne mentionne pas du tout le Testimonium dans sa recension de Josèphe.
Lorsque Photios établit sa note de lecture d'un livre aujourd'hui perdu, la Chronique des rois des Juifs, œuvre de Juste de Tibériade, autre historien juif, il semble regretter le silence de Josèphe à propos de Jésus :

« De même que tous les autres écrivains juifs, il (Juste de Tibériade) n'a fait aucune mention de la venue du Christ, des choses qui lui sont arrivées, de ses miracles. »

Cela laisse à penser que le Testimonium flavianum aurait également été absent des livres de Josèphe consultés par Photios. Il semble en être de même pour la version du Ve siècle lue par Théodoret de Cyr (Ve siècle), car celui-ci expose à peu près la même idée qu'Origène : Josèphe n'a pas reconnu Jésus comme étant le Christ.

#### La version slavonne de la Guerre des Juifs
On trouve le passage correspondant à peu près à la version révélée par Eusèbe de Césarée dans la version en langue slavonne (vieux-slave) de l'autre livre majeur de Flavius Josèphe, la Guerre des Juifs. Celle-ci est connue par plusieurs manuscrits datant du XVe siècle au XVIIIe siècle. Il ne s'agit pas d'une traduction du texte grec, car ce « Josèphe slavon » contient vingt-deux passages absents de la version grecque.
Cette version comporte toutefois des différences avec celle d'Eusèbe de Césarée, différences qui ont conduit les partisans de la thèse de l'interpolation partielle à considérer un temps que c'était la version dont dérivaient toutes les autres. Cette thèse va de pair avec l'hypothèse émise en 1928 par H.S.J. Thackeray : le texte slavon pourrait être la traduction d'un original perdu, rédigé en araméen, ce qui expliquerait ces différences. Cette hypothèse reprise par Étienne Nodet de l'École biblique de Jérusalem se heurte toutefois au travail de traduction de N. A. Mescerskij, dont l'analyse a mis en relief un si grand nombre d'incohérences qu'il est difficile de les imputer à Josèphe. Il paraît douteux que cette version slavone remonte à l'Antiquité. « La plupart des chercheurs estiment qu'il est plus simple de considérer que les additions slavonnes datent du Moyen Âge. L'ouvrage a été adapté par son traducteur médiéval afin de combler ce qui pouvait passer pour des lacunes aux yeux du lecteur chrétien ; cette explication est d'autant plus vraisemblable que les huit principaux ajouts slavons concernent Jean le Baptiste, Jésus et les origines du christianisme. » Toutefois, le débat peut rester ouvert : 1) la version slavonne précise que les esséniens pratiquaient les prières nocturnes, précision connue seulement depuis la découverte des manuscrits de la mer Morte (Règle de la communauté); 2) cette version présente une notice du personnage messianique l’Égyptien dans une version différente et plus courte que celle de la Guerre en grec, notice qui n'avait aucun intérêt pour un interpolateur chrétien.
Depuis la publication de la version d'Agapios par Shlomo Pinès, la plupart des partisans de l'interpolation partielle estiment que celle d'Agapios aurait pu être la version de base.

### La controverse
La controverse s'est intensifiée au XVIIe siècle puis au XVIIIe siècle, où Voltaire et les encyclopédistes ont imposé l'idée d'un faux. Ernest Renan fut le premier savant moderne d'envergure, après Henri Wallon cependant, à défendre l'authenticité, sous réserve d'interpolations mineures. La thèse de l'interpolation totale a été prédominante entre les deux guerres, puis, à la suite de la publication en 1971 des manuscrits syriaques par Shlomo Pinès, celle de l'interpolation partielle.
Cette thèse, la plus habituelle chez les historiens contemporains, est une position intermédiaire entre la thèse d'un faux intégral - une interpolation complète du passage - et celle d'une authenticité totale - le texte ne contiendrait aucun ajout : en isolant des interpolations ponctuelles, qui sont vraisemblablement des ajouts d'origine chrétiennes remontant probablement à l'Antiquité, on peut obtenir un texte que pourrait avoir écrit un historiographe judéen du Ier siècle.

#### Interpolation complète
Selon cette thèse, c'est l'ensemble du passage qui serait un ajout chrétien, antérieur à la mention faite par Eusèbe de Césarée (début du IVe siècle).
Les arguments en faveur de cette thèse sont les suivants :
- Un juif orthodoxe comme Flavius Josèphe, resté fidèle au judaïsme jusqu'à sa mort et qui a éduqué ses fils dans cette religion, un Juif qui considère comme son plus grand orgueil celui d'être le descendant d'une souche sacerdotale hébraïque, un Juif qui écrit, comme lui-même le dit dans la présentation des Antiquités judaïques, pour démontrer la supériorité de la religion mosaïque sur toutes les autres, ne peut absolument pas avoir reconnu comme vrais les concepts de base de la catéchèse chrétienne, il ne peut avoir affirmé que Jésus était le vrai Christ, c'est-à-dire la réalisation du Messie dont lui-même, en tant que Juif, attendait encore la venue.

- Le testimonium flavianum est placé entre deux faits qui semblent l'exclure.

L'examen des deux événements, mis bout-à-bout, sans le passage concernant Jésus, indique une énumération de faits fâcheux qui arrivent aux Juifs à cette époque, et que Flavius Josèphe voulait donner comme exemples des disgrâces qui les touchent.
Celui-ci termine le récit d'un massacre d'habitants de Judée par des soldats romains (à la suite d'une émeute causée par le fait que Pilate s'était servi de l'argent du Trésor sacré pour réaliser un aqueduc) par la phrase : « Ainsi se termina l'émeute », puis il raconte une autre disgrâce qui frappe les Juifs en commençant ainsi : « Dans la même période, un autre événement terrible jeta le désordre parmi les habitants de Judée et simultanément eurent lieu des actions de nature scandaleuse en connexion avec le temple d'Isis à Rome… ».
Le passage concernant Jésus qui commence par : « Au même temps, environ, vécut Jésus, un homme sage… » et qui interrompt cette relation séquentielle, suggère que cette phrase est une interpolation pure et simple entre deux faits qui l'excluent.
- Flavius Josèphe dans son Autobiographie parle de l'année 53 et du recensement des sectes existantes :

« Et quand j’ai eu à peu près 16 ans, j’eus dans l’idée de recenser les différentes sectes qui étaient parmi nous. Ces sectes, les voici : la première est celle des Pharisiens, la seconde celle des Saducéens et la troisième celle des Esséniens, dont je vous ai souvent parlé ; et je pensais que par ce moyen, je pourrais choisir la meilleure si j’en faisais partie ; alors, j’ai payé le prix dur, et fait face à de nombreuses difficultés, et je fis partie de toutes ces sectes. »
En 53, Jésus est donc mort depuis une vingtaine d'années, les chrétiens se multiplient, des disciples ont suivi Jacques, Pierre et Paul. Aucun évangile écrit n'existe encore, mais de nombreuses paroles attribuées à Jésus et des récits de ses actes sont transmis oralement, complétés par les lettres de l'apôtre Paul qui ne sont connues que des disciples de Jésus.
- Origène, dans son Contre Celse (IV chp XI), cite Flavius Josèphe, non le passage cité plus haut, mais le Contre Apion pour parler de Moïse. Dans son Commentaire de l'Évangile de Matthieu (chap 17), il ne cite pas non plus ce passage de l'historien juif, mais explique que les Juifs ont subi la destruction du Temple à cause de la mort de « Jacques, frère de Jésus appelé Christ ».

- Dans le livre XX des Antiquités judaïques, Flavius Josèphe parle de quatre Jésus (Jésus dit le Christ, Jésus fils de Gamaliel, de Damnaios et de Josidek). Trois sont situés à la même époque. Dans l'ensemble de ses ouvrages et dans ce livre en particulier, Flavius Josèphe nomme les personnages, suivant la coutume juive de l'époque, "fils de" et, quand c'est nécessaire au récit, "frère de". Un Jésus-Christ orphelin et sans parenté amène à penser à une insertion postérieure à l'auteur.

Ce passage complet est cité pour la première fois au IVe siècle dans l'œuvre d'Eusèbe de Césarée ; il est totalement ignoré pendant 2 siècles, par les premiers pères de l'Église.
- Dans une étude publiée en 2014, Paul Hopper compare le style narratif du Testimonium avec d'autres passages des Antiquités judaïques et conclut que le Testimonium présente des anomalies qui plaident pour l'interpolation complète[19].

Représentants de ce point de vue : Alfred Loisy, Prosper Alfaric, Paul-Louis Couchoud, Jacques Moreau, Charles Guignebert, Pierre Battifol, Léon Herrmann, Daniel-Rops, Marie-Joseph Lagrange, Marcel Simon, Pierre-Aimé Puech, Edmond Stapfer, Solomon Zeitlin, Pierre Geoltrain, Gérard Mordillat, Jérôme Prieur.[réf. nécessaire]

#### Interpolation partielle
Selon cette thèse, le texte ne serait que partiellement remanié : une fois retirées les expressions à connotation chrétienne, apparaît un texte cohérent, conforme au style de Josèphe, où Jésus est simplement considéré comme « un homme sage ». C'est le point de vue qui avait été adopté par Ernest Renan et qui paraît en faveur aujourd'hui.
Les groupes de mots considérés comme interpolés varient selon les auteurs, mais en font le plus souvent partie : « si toutefois il faut l'appeler un homme » et « Celui-là était le Christ », moins souvent « Car il leur apparut… », et d'autres.
Shlomo Pinès, de l'Université hébraïque de Jérusalem a mis en valeur cette hypothèse en publiant des versions délaissées du Testimonium : celle d'Agapios, et celles des chroniqueurs Georges Kédrénos (rédigée en grec) et Michel le Syrien.
Il semble qu'ait circulé une forme courte du Testimonium, paraissant spécifiquement syrienne, qui ne comporte justement pas les passages controversés et qui s'opposerait à la tradition « occidentale ». La concordance des manuscrits, malgré l'existence de variantes, est en faveur de cette théorie.

L'idée sous-jacente est qu'elle aurait mieux préservé le texte original puisque présente dans une région où a persisté un christianisme indépendant du christianisme orthodoxe et qui s'est trouvée sous domination musulmane.

La version syrienne aurait, selon ses détracteurs, son origine dans la version grecque et en représenterait un état dégradé. Ainsi que le fait remarquer Étienne Nodet, « Il était considéré comme le Messie » implique que Josèphe n'utilisait pas le mot comme un nom mais évoquait bien la question de la messianité de Jésus (ce qui ramène, d'une certaine manière, à l'objection initiale portée contre le texte traditionnel) et que ses lecteurs romains étaient conscients de ce dont il s'agissait.
Selon Alice Whealey, qui a réexaminé les textes syriaques, Agapios aurait la même source syriaque que Michel le Syrien, à savoir une traduction de l'Histoire Ecclésiastique d'Eusèbe ; le texte de Michel le Syrien en serait un reflet plus fidèle et mériterait plus d'attention que celui d'Agapios ; en définitive il faudrait corriger dans le grec uniquement la phrase « il était le Christ », car Flavius Josèphe aurait écrit « il était considéré comme le Christ ».
Représentants de ce point de vue : Henri Wallon, Ernest Renan, Albert Réville, Théodore Reinach, Maurice Goguel, Adolf von Harnack, Robert Eisler, Giuseppe Ricciotti, Shlomo Pinès, Jean Daniélou, Antoine Guillaumont, Pierre Prigent, Charles Perrot, André-Marie Dubarle, Mireille Hadas-Lebel, John P. Meier, Bart D. Ehrman, E. P. Sanders, Géza Vermes, Luciano Canfora.

#### Authenticité complète
Selon cette thèse, il s'agirait d'un témoignage sur le judaïsme du Ier siècle à destination des païens, pour qui le Christ n'est qu'un agitateur, et des juifs pour qui il s'inscrit dans le courant messianique.
Cette thèse est encore soutenue par certains contemporains qui essaient de sauver l'intégrité du texte tout en essayant de lui conférer un sens acceptable.
Les arguments en faveur de cette thèse sont les suivants:
- Origène déclare à deux reprises (dans son Commentaire de Matthieu et dans Contre Celse) que « Josèphe ne croyait pas que Jésus était le Christ ». Cela prouve qu'il connaissait un texte de Josèphe sur Jésus. Il comprenait que Josèphe ne croyait pas à la messianité du Christ même s'il le désignait ainsi.
- Josèphe pouvait difficilement ignorer Jésus alors qu'il décrit les événements en historien et que le christianisme avait pris de l'importance à Rome et déjà entraîné des persécutions. Il en parle d'ailleurs dans un autre passage, à propos de Jacques, dont à peu près personne ne dit qu'il ait fait l'objet d'une interpolation.
- Il procède souvent par digressions, ce qui explique la place du passage dans le récit. Théodore Reinach trouve normal que Josèphe ait parlé de Jésus au moment où il traitait de Pilate.
- À propos de l'impossibilité qu'il ait pu dire de Jésus qu'il était le Christ, Serge Bardet estime que la traduction « il [Jésus] était le Christ » n'est pas la seule possible. Selon lui, « si telle était la seule traduction défendable, la cause serait entendue[24]. » Il fait remarquer que même un partisan de l'interpolation comme Charles Guignebert[25] reconnaît que Christos a été très rapidement employé comme un nom propre. Étienne Nodet, plus récemment argue que Christos devait être lu comme un sobriquet dont Flavius Josèphe pouvait repérer les connotations religieuses, mais dont il savait pertinemment que son lecteur romain les ignorait[26],[24].
- La mention « il leur apparut après le troisième jour, vivant à nouveau ; les prophètes divins avaient dit ces choses et dix mille autres merveilles à son sujet. » est la relation de ce que disent les chrétiens, explicative du fait que leur groupe n'ait « pas disparu ».
- Il y a une « extrême difficulté »[27] à croire à la possibilité d'interpolation intentionnelle. Personne ne remettait en cause l'existence de Jésus à l'époque des Pères de l'Église, qui n'ont pas cité ce passage parce qu'ils n'avaient aucune raison de le faire. La production d'un faux devrait nécessairement répondre à une attente qui manque dans ce cas. Comment croire, d'ailleurs, qu'on ait pu falsifier tous les manuscrits de Josèphe qui existaient dans l'Empire et que la falsification ait pu prendre cette forme ? Le style du passage est bien celui de Josèphe. Une contrefaçon n'est pas envisageable parce qu'elle supposerait un talent hors du commun et c'est une idée qui ne pouvait venir à l'esprit d'un écrivain de l'Antiquité : la théorie de l'imitation comme mystification n'apparaît pas avant le De arte poetica de Marco Girolamo Vida en 1527.
- Le Testimonium expose une christologie archaïque (pas d'allusion à la naissance virginale, au salut, à la fin des temps, à la Trinité) qui remonte au Ier siècle.
- Il se situe normalement dans un livre qui s'adresse aux Romains mais aussi, et peut-être surtout, aux juifs, et parmi eux aux chrétiens qui appartenaient encore à cette époque au judaïsme et à qui il s'oppose : il condamne le phénomène messianique, auquel se rattache le Christ, qu'il décrit brièvement et assez ironiquement comme participant à une période d'agitation qui se terminera par la guerre et la destruction définitive du Temple.

Représentants de ce point de vue : Gustave Bardy, Louis-Claude Fillion, Alphonse Tricot, Léon Vaganay, Eugène Mayaud, André Feuillet, René Draguet, Franz Dornseiff, Henri Cazelles, André Pelletier, Étienne Nodet, Serge Bardet.